# 電子世界爭霸戰 (遊戲)
《電子世界爭霸戰》，也稱為《GX-12》，是1981年动作游戏由多美，Bally Midway和美泰兒生产并销售。游戏受同年华特迪士尼制作公司同名电影的启发。
本作获《电子游戏》杂志评选的「年度投币游戏奖」。《纽约时报》1982年称街机售出800台。